# Saman, Haute-Garonne
Saman är en kommun i departementet Haute-Garonne i regionen Occitanien i södra Frankrike. Kommunen ligger i kantonen Boulogne-sur-Gesse som tillhör arrondissementet Saint-Gaudens. År 2022 hade Saman 145 invånare.

## Befolkningsutveckling
Antalet invånare i kommunen Saman
Referens:INSEE